# Caretas
Caretas est le plus grand et le plus influent hebdomadaire péruvien d'investigation. La diffusion au Pérou est de 80 000 exemplaires. Fondé en 1950, il propose « une vision indépendante » de la réalité péruvienne.

## Histoire
Caretas est fondé le 14 octobre 1950 par Doris Gibson, une dame de la société péruvienne aux tendances libérales et progressistes, et par Francisco Igartua pendant la présidence de Manuel A. Odría. Quelque temps après, Igartua quitte la direction et le fils de Gibson, Enrique Zileri, exerce la fonction de rédacteur en chef du magazine. La diffusion et l’influence de Caretas furent rapides. En 1993, Enrique Zileri occupera la direction de l'hebdomadaire. Le magazine est dirigé depuis 2007 par Marco Zileri.

## Évolution
À l'époque de sa création, la maquette de Caretas, ainsi que sa ligne éditoriale étaient conçues à l'instar des titres américains. Un numéro compte environ 120 pages. L'hebdomadaire a une longue tradition d’investigation, notamment sur les cas de corruption ou d'abus du pouvoir. Pendant les temps sombres, il représentait pour le Pérou un type de journal à caractère critique et investigateur. Pendant ses 70 ans de vie, le magazine a vu défiler dix-sept présidents, douze élections présidentielles, et l'expérience subversive incarnée par Sentier lumineux. Caretas est depuis sa fondation vu comme un bastion de la liberté de la presse qui défend sa ligne éditoriale plutôt que de plier sous la pression politique.

## Personnel
Rédacteurs en chef
- 1950-1992 : Doris Gibson
- 1992-2007 : Enrique Zileri
- 2007- : Marco Zileri

Journalistes
- César Hildebrandt
- Gustavo Gorriti
- Jaime Bedoya
- Fernando Ampuero
- Francisco Sagasti (collaborateur)
- Mario Vargas Llosa (collaborateur)

## Distinctions
L'ancien directeur, Enrique Zileri, fut président de l'International Press Institute (1988-1990) et président du Conseil de Presse au Pérou,.
Le prix Knight International Press Fellowship Award du Centre International de Journalistes de Washington  a été décerné en 1998 à Enrique Zileri pour son travail journalistique rigoureux. 